# Collegio di Derby North
Derby North è un collegio elettorale inglese situato nel Derbyshire, nelle Midlands Orientali, e rappresentato alla Camera dei comuni del Parlamento del Regno Unito. Elegge un membro del parlamento con il sistema first-past-the-post, ossia maggioritario a turno unico; l'attuale parlamentare è Catherine Atkinson, eletta con il Partito Laburista nel 2024.

## Estensione

Derby North dal 1983 al 2010

Derby North dal 2010 al 2024

- 1950-1955: i ward del County Borough di Derby di Abbey, Babington, Becket, Bridge, Derwent, Friar Gate, King's Mead e Rowditch.
- 1955-1974: i ward del County Borough di Derby di Abbey, Babington, Becket, Bridge, Derwent, Friar Gate, King's Mead e Rowditch e la parrocchia civile di Chaddesden nel distretto rurale di Shardlow.
- 1974-1983: i ward del County Borough di Derby di Abbey, Allestree, Breadsall, Chaddesden, Darley, Derwent, Friar Gate, Mickleover e Spondon.
- 1983-2010: i ward della città di Derby di Abbey, Allestree, Breadsall, Chaddesden, Darley, Derwent, Mackworth e Spondon.
- 2010-2024: i ward della città di Derby di Abbey, Chaddesden, Darley, Derwent, Littleover, Mackworth e Mickleover.
- dal 2024: i ward della città di Derby di Arboretum; Abbey, Chaddesden East, Chaddesden North, Chaddesden West, Darley, Littleover, Mackworth and New Zealand; Mickleover; Normanton e Oakwood.[1]

I confini del collegio vennero modificati in maniera sostanziale in occasione delle elezioni generali del 2010, il che rese il collegio meno sicuro per il Partito Laburista.

## Membri del parlamento
| Elezione | Elezione          | Deputato           | Partito      |
| -------- | ----------------- | ------------------ | ------------ |
|          | 1950              | Clifford Wilcock   | Laburista    |
| 1962 (S) | Niall MacDermot   |                    | Laburista    |
| 1970     | Phillip Whitehead |                    | Laburista    |
|          | 1983              | Greg Knight        | Conservatore |
|          | 1997              | Bob Laxton         | Laburista    |
| 2010     | Chris Williamson  |                    | Laburista    |
|          | 2015              | Amanda Solloway    | Conservatore |
|          | 2017              | Chris Williamson   | Laburista    |
|          | 2019              | Chris Williamson   | Indipendente |
|          | 2019              | Amanda Solloway    | Conservatore |
|          | 2024              | Catherine Atkinson | Laburista    |

## Elezioni

### Elezioni negli anni 2020
| Partito                    | Partito                                           | Candidato                  | Risultati 4 luglio 2024 | Risultati 4 luglio 2024 |
| Partito                    | Partito                                           | Candidato                  | Voti                    | %                       |
| -------------------------- | ------------------------------------------------- | -------------------------- | ----------------------- | ----------------------- |
|                            | Laburista                                         | Catherine Atkinson         | 18 619                  | 45,50                   |
|                            | Conservatore                                      | Amanda Solloway            | 9 704                   | 23,72                   |
|                            | Reform UK                                         | Tim Prosser                | 7 488                   | 18,30                   |
|                            | Verdi                                             | Helen Hitchcock            | 3 286                   | 8,03                    |
|                            | Lib Dem                                           | John Sweeney               | 1 822                   | 4,45                    |
|                            |                                                   |                            |                         |                         |
| Iscritti                   | Iscritti                                          | Iscritti                   | 71 900                  | 100,00                  |
| ↳ Votanti (% su iscritti)  | ↳ Votanti (% su iscritti)                         | ↳ Votanti (% su iscritti)  | 40 919                  | 56,91                   |
| ↳ Astenuti (% su iscritti) | ↳ Astenuti (% su iscritti)                        | ↳ Astenuti (% su iscritti) | 30 981                  | 43,09                   |
|                            |                                                   |                            |                         |                         |
|                            | Esito: collegio passa da Conservatore a Laburista |                            |                         |                         |

### Elezioni negli anni 2010
| Partito                    | Partito                                           | Candidato                  | Risultati 12 dicembre 2019 | Risultati 12 dicembre 2019 |
| Partito                    | Partito                                           | Candidato                  | Voti                       | %                          |
| -------------------------- | ------------------------------------------------- | -------------------------- | -------------------------- | -------------------------- |
|                            | Conservatore                                      | Amanda Solloway            | 21 259                     | 45,22                      |
|                            | Laburista                                         | Tony Tinley                | 18 719                     | 39,81                      |
|                            | Lib Dem                                           | Greg Webb                  | 3 450                      | 7,34                       |
|                            | Brexit                                            | Alan Graves                | 1 908                      | 4,06                       |
|                            | Verdi                                             | Helen Hitchcock            | 1 046                      | 2,22                       |
|                            | Indipendente                                      | Chris Williamson           | 635                        | 1,35                       |
|                            |                                                   |                            |                            |                            |
| Iscritti                   | Iscritti                                          | Iscritti                   | 73 212                     | 100,00                     |
| ↳ Votanti (% su iscritti)  | ↳ Votanti (% su iscritti)                         | ↳ Votanti (% su iscritti)  | 47 017                     | 64,22                      |
| ↳ Astenuti (% su iscritti) | ↳ Astenuti (% su iscritti)                        | ↳ Astenuti (% su iscritti) | 26 195                     | 35,78                      |
|                            |                                                   |                            |                            |                            |
|                            | Esito: collegio passa da Laburista a Conservatore |                            |                            |                            |

| Partito                    | Partito                                           | Candidato                  | Risultati 8 giugno 2017 | Risultati 8 giugno 2017 |
| Partito                    | Partito                                           | Candidato                  | Voti                    | %                       |
| -------------------------- | ------------------------------------------------- | -------------------------- | ----------------------- | ----------------------- |
|                            | Laburista                                         | Chris Williamson           | 23 622                  | 48,53                   |
|                            | Conservatore                                      | Amanda Solloway            | 21 607                  | 44,39                   |
|                            | Lib Dem                                           | Lucy Care                  | 2 262                   | 4,65                    |
|                            | UKIP                                              | Bill Piper                 | 1 181                   | 2,43                    |
|                            |                                                   |                            |                         |                         |
| Iscritti                   | Iscritti                                          | Iscritti                   | 70 347                  | 100,00                  |
| ↳ Votanti (% su iscritti)  | ↳ Votanti (% su iscritti)                         | ↳ Votanti (% su iscritti)  | 48 672                  | 69,19                   |
| ↳ Astenuti (% su iscritti) | ↳ Astenuti (% su iscritti)                        | ↳ Astenuti (% su iscritti) | 21 675                  | 30,81                   |
|                            |                                                   |                            |                         |                         |
|                            | Esito: collegio passa da Conservatore a Laburista |                            |                         |                         |

| Partito                    | Partito                                           | Candidato                  | Risultati 7 maggio 2015 | Risultati 7 maggio 2015 |
| Partito                    | Partito                                           | Candidato                  | Voti                    | %                       |
| -------------------------- | ------------------------------------------------- | -------------------------- | ----------------------- | ----------------------- |
|                            | Conservatore                                      | Amanda Solloway            | 16 402                  | 36,66                   |
|                            | Laburista                                         | Chris Williamson           | 16 361                  | 36,56                   |
|                            | UKIP                                              | Tilly Ward                 | 6 532                   | 14,60                   |
|                            | Lib Dem                                           | Lucy Care                  | 3 832                   | 8,56                    |
|                            | Verdi                                             | Alice Mason-Power          | 1 618                   | 3,62                    |
|                            |                                                   |                            |                         |                         |
| Iscritti                   | Iscritti                                          | Iscritti                   | 64 753                  | 100,00                  |
| ↳ Votanti (% su iscritti)  | ↳ Votanti (% su iscritti)                         | ↳ Votanti (% su iscritti)  | 44 745                  | 69,10                   |
| ↳ Astenuti (% su iscritti) | ↳ Astenuti (% su iscritti)                        | ↳ Astenuti (% su iscritti) | 20 008                  | 30,90                   |
|                            |                                                   |                            |                         |                         |
|                            | Esito: collegio passa da Laburista a Conservatore |                            |                         |                         |

| Partito                    | Partito                                | Candidato                  | Risultati 6 maggio 2010 | Risultati 6 maggio 2010 |
| Partito                    | Partito                                | Candidato                  | Voti                    | %                       |
| -------------------------- | -------------------------------------- | -------------------------- | ----------------------- | ----------------------- |
|                            | Laburista                              | Chris Williamson           | 14 896                  | 33,04                   |
|                            | Conservatore                           | Stephen Mold               | 14 283                  | 31,68                   |
|                            | Lib Dem                                | Lucy Care                  | 12 638                  | 28,03                   |
|                            | BNP                                    | Pete Cheeseman             | 2 000                   | 4,44                    |
|                            | UKIP                                   | Elizabeth Ransome          | 829                     | 1,84                    |
|                            | Indipendente                           | David Gale                 | 264                     | 0,59                    |
|                            | Pirata                                 | David Geraghty             | 170                     | 0,38                    |
|                            |                                        |                            |                         |                         |
| Iscritti                   | Iscritti                               | Iscritti                   | 71 442                  | 100,00                  |
| ↳ Votanti (% su iscritti)  | ↳ Votanti (% su iscritti)              | ↳ Votanti (% su iscritti)  | 45 080                  | 63,10                   |
| ↳ Astenuti (% su iscritti) | ↳ Astenuti (% su iscritti)             | ↳ Astenuti (% su iscritti) | 26 362                  | 36,90                   |
|                            |                                        |                            |                         |                         |
|                            | Esito: collegio confermato a Laburista |                            |                         |                         |

### Elezioni negli anni 2000
| Partito                    | Partito                                | Candidato                  | Risultati 5 maggio 2005 | Risultati 5 maggio 2005 |
| Partito                    | Partito                                | Candidato                  | Voti                    | %                       |
| -------------------------- | -------------------------------------- | -------------------------- | ----------------------- | ----------------------- |
|                            | Laburista                              | Robert Laxton              | 19 272                  | 43,98                   |
|                            | Conservatore                           | Richard Aitken-Davies      | 15 515                  | 35,41                   |
|                            | Lib Dem                                | Jeremy Beckett             | 7 209                   | 16,45                   |
|                            | Veritas                                | Martin Bardoe              | 958                     | 2,19                    |
|                            | UKIP                                   | Michelle Medgyesy          | 864                     | 1,97                    |
|                            |                                        |                            |                         |                         |
| Iscritti                   | Iscritti                               | Iscritti                   | 68 146                  | 100,00                  |
| ↳ Votanti (% su iscritti)  | ↳ Votanti (% su iscritti)              | ↳ Votanti (% su iscritti)  | 43 818                  | 64,30                   |
| ↳ Astenuti (% su iscritti) | ↳ Astenuti (% su iscritti)             | ↳ Astenuti (% su iscritti) | 24 328                  | 35,70                   |
|                            |                                        |                            |                         |                         |
|                            | Esito: collegio confermato a Laburista |                            |                         |                         |

| Partito                    | Partito                                | Candidato                  | Risultati 7 giugno 2001 | Risultati 7 giugno 2001 |
| Partito                    | Partito                                | Candidato                  | Voti                    | %                       |
| -------------------------- | -------------------------------------- | -------------------------- | ----------------------- | ----------------------- |
|                            | Laburista                              | Robert Laxton              | 22 415                  | 50,88                   |
|                            | Conservatore                           | Barry Holden               | 15 433                  | 35,03                   |
|                            | Lib Dem                                | Robert Charlesworth        | 6 206                   | 14,09                   |
|                            |                                        |                            |                         |                         |
| Iscritti                   | Iscritti                               | Iscritti                   | 76 217                  | 100,00                  |
| ↳ Votanti (% su iscritti)  | ↳ Votanti (% su iscritti)              | ↳ Votanti (% su iscritti)  | 44 054                  | 57,80                   |
| ↳ Astenuti (% su iscritti) | ↳ Astenuti (% su iscritti)             | ↳ Astenuti (% su iscritti) | 32 163                  | 42,20                   |
|                            |                                        |                            |                         |                         |
|                            | Esito: collegio confermato a Laburista |                            |                         |                         |

## Risultati dei referendum

### Referendum sulla permanenza del Regno Unito nell'Unione europea del 2016
|             | Collegio    | Lasciare UE % | Rimanere in UE % |
| ----------- | ----------- | ------------- | ---------------- |
|             | Derby North | 53,7%         | 46,3%            |
| Inghilterra | 53,3%       | 46,7%         |                  |
| Regno Unito | 51,9%       | 48,1%         |                  |